# Сельское поселение Дивное
Се́льское поселе́ние Ди́вное — упразднённое муниципальное образование в составе Балтийского муниципального района Калининградской области в 2008-2018 годах. Административным центром являлся посёлок Дивное.
Население 841 человек.

## География
По территории поселения проходила железная дорога Балтийск—Светлогорск, которая в настоящее время разукомплектована.

## История
Поселение образовано 3 июля 2008 года в соответствии с законом Калининградской области № 274, в его состав вошла часть населённых пунктов, подчинённых администрации города Балтийск.
Законом Калинградской области от 31 мая 2018 года № 176 «Об объединении поселений, входящих в состав муниципального образования „Балтийский муниципальный район“, и организации местного самоуправления на объединенной территории» упразднено.

## Население
| 2010 | 2012 | 2013 | 2014 | 2015 | 2016 | 2017 |
| ---- | ---- | ---- | ---- | ---- | ---- | ---- |
| 889  | ↘875 | ↗910 | ↗922 | ↗935 | ↘925 | ↗934 |

## Состав сельского поселения
В состав сельского поселения входят 8 населённых пунктов:
- Дивное (посёлок, административный центр) — 632[5];
- Крыловка (посёлок) — 34[5];
- Нивы (посёлок) — 5[5];
- Парусное (посёлок) — 124[5];
- Прозорово (посёлок) — 0[5];
- Тихореченское (посёлок) — 3[5];
- Цветное (посёлок) — 80[5];
- Черемухино (посёлок) — 11[5].

## Достопримечательности
Объект культурного наследия регионального значения:
- Дом-усадьба XIX века в посёлке Парусное;

- Памятником садово-парковой архитектуры является дубово-буковая роща;
- Сеть прудов и озёр.